# Bilenahalli, Arsikere
Bilenahalli là một làng thuộc tehsil Arsikere, huyện Hassan, bang Karnataka, Ấn Độ.